# Sonata a trío

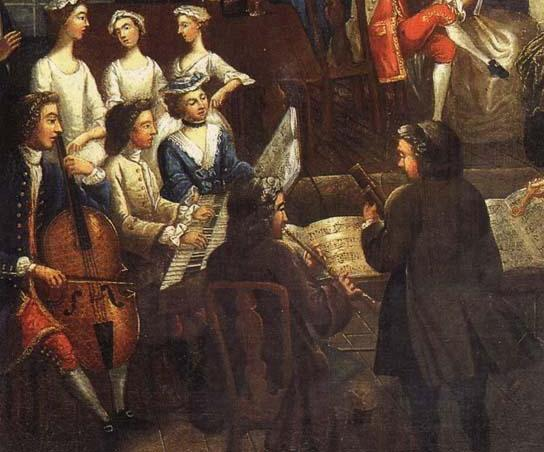
Pintura Sonata a Trío.

La sonata a trío es una forma musical recurrente durante el período Barroco y probablemente el género instrumental más popular entre finales del siglo XVII y principios del XVIII, escrito a tres voces, generalmente dos de ellas para sendos violines y la tercera para bajo continuo.

## Historia
No se conoce con exactitud ni se ha redactado ninguna historia general adecuada para explicar el nacimiento de la sonata. De todas formas sabemos que el género incluye los acercamientos más importantes a la escritura de música instrumental desde finales del Renacimiento.
Aunque hoy en día entendemos el término italiano sonata como una manera de organizar la música según una tradición que parte del siglo XVIII con la época galante y los primeros compositores pre-clásicos, surgió ciento cincuenta años antes, a finales del Renacimiento, y proliferó durante la era Barroca; en aquel entonces era un comodín para referirse a la música instrumental en general (en oposición al término cantata), sin especificar una manera de organizar el discurso de forma estricta. 

### Renacimiento tardío y Barroco temprano: Sonata y Canzona
Encontramos ya desde principios del siglo XVII música para instrumentos independiente del canto, en formas como la sinfonía, la sonata o la canzona. Normalmente se componían para ser interpretadas por pequeños o grandes grupos en la iglesia, la corte o en casa; como introducciones para las óperas, música de danza, etc. 
Sin embargo, canzona y sonata en un principio eran títulos dados de forma prácticamente arbitraria y por ello probablemente compartían características. Según Sandra Mangsen en The Companion to Baroque Music, la única diferencia entre estas dos era la ocupación del músico en cuestión: los organistas escribían canzonas y los intérpretes virtuosos, sonatas.
Las primeras sonatas eran de un único movimiento, divididas en diferentes secciones que indicaban tempos y caracteres diferentes. Algunos eran cortos y funcionaban como transiciones y otros eran más extendidos. Ya en esta época, dentro del género, encontrábamos de forma indistinta obras para un único instrumento, dúos o tríos. Véase, por ejemplo, las Sonate concertate in stil moderno de Castello.
Las canzonas (y las sonatas en estilo de canzona tradicional) se interpretaban en iglesias mientras que las sonatas tenían un carácter secular (incluyendo en su lenguaje danzas, o música vocal profana). De aquí surgen los términos sonata da chiesa y sonata da camera, que se vuelven recurrentes a partir de la década de 1670 en las publicaciones italianas. La terminología, en ocasiones, es confusa y los dos géneros se fueron acercando hasta ser prácticamente iguales. 
Antes de Corelli no encontramos esta denominación. Para el compositor italiano la sonata da camera hacía referencia a una colección de danzas binarias idealizadas, precedidas por un movimiento introductorio e intercalando movimientos de tempo lento. Antes de Corelli, los compositores ingleses, franceses y alemanes que hacían aproximaciones al género prefirieron utilizar el término "suite". 
La sonata da chiesa partía del estilo de las canzonas que se interpretaban en la iglesia, es decir, incorporaba (como las da camara) una introducción lenta, un allegro en estilo fugato y un movimiento lento en estilo cantabile, con un finale en forma binaria que guardaba cierta similitud con la danza. De hecho, a mediados del siglo XVII empieza a incorporarse el lenguaje de ésta en este tipo de composiciones. 
Las secciones de las primeras sonatas de un único movimiento se convirtieron en segmentos más o menos independientes del global de la sonata y formaron los movimientos, los cuales se encabezaban con estas mismas indicaciones de tempo o con el nombre de la danza en la que se inspiraban.
Estos esquemas no eran cerrados ni definidos y no es hasta su utilización por Corelli que empezaron a ser tradición en la música italiana. 
En la época barroca se asienta esta manera de organizar y componer movimientos en forma de danza, tanto para instrumentos solistas como para pequeños grupos e incluso orquestas.

### La sonata a Trío
Entre este cúmulo de géneros instrumentales que compartían ciertas similitudes, ya se escribía música en el estilo de lo que a finales del XVII y a lo largo del XVIII se denominaría sonata a trío. 
Son muchas las obras que encontramos escritas para dos voces melódicas y bajo continuo antes de establecerse bajo la etiqueta de sonata a trío. Muchas de ellas denominadas como canzona, sinfonia, suite o sonata (a tre o a due e basso, etc.). Son ejemplos las canzoni da sonare de Frescobaldi, las canzoni overo sonate concertate per chiesa e camera, Op.12 de Merula, la Sinfonia a tre de Stradella, la Suite in B-flat major de Pachelbel, las 10 Sonatas in Four Parts de Purcell, la Symphonie à 3 flûtes de Charpentier o las suites de las Pièces en trio pour les flûtes, violon, et dessus de viole de Marin Marais, entre otros.
El lenguaje empleado en estas obras se homogeneiza y acaba convergiendo, a partir del cambio de siglo, en el término sonata a trío para referirse a este tipo de obras. 
Los compositores empiezan a tener predilección por los instrumentos de tesitura soprano, y el bajo melódico y el bajo acordal se vuelven cada vez menos independientes.
Los movimientos siguen siendo encabezados por el nombre de la danza a la que hacen referencia o por indicaciones de tempo o carácter, siguiendo la tradición de la música instrumental anterior.
El género adquiere una gran popularidad que se extiende rápidamente, siendo una de las formas para música de cámara compuesta e interpretada de manera más asidua a nivel internacional.
Encontramos que autores como Händel, Fux, J.S. Bach, Hotteterre, Buxtehude, Boismortier o el mismo Corelli (entre otros) componen sonatas a trío en grandes cantidades (ejemplos, respectivamente: Sonatas a trío, Op.5, Sonata a trío en La Mayor, K.340, Sonatas a trío para Órgano, BWV 525-530, 10 Sonatas a trío, Op.3, Sonata a trío en La Menor, BuxWV 272, 5 Sonates en trio suivies d'un concerto, Op.37, 12 Sonatas a trío, Op.4) .
La fácil accesibilidad de estas piezas (instrumentación no del todo cerrada y un lenguaje que no suponía una extremada dificultad o virtuosismo) y su carácter conversacional y ligero facilitaron que se extendiera también entre los músicos amateurs, que las acogieron con gusto.
La tendencia del estilo y comportamiento galante (que nació como oposición a la estética Barroca, comenzando en la corte francesa en la década de 1720 y extendiéndose rápidamente por el resto de Europa), eligió la música de cámara como género predilecto y la sonata a trío fue una de las formas preferidas por muchos compositores pre-clásicos de la segunda mitad del XVIII.
Algunos ejemplos son la Sonata a trío en La Menor, H.572 de C.P.E. Bach, la Sonata a trío en La Mayor, HW VII:1 de J.C.F. Bach, el Trio en Si bemol Mayor, F.50 de W.F. Bach, la Sonata a trío en La Mayor, QV 2:Anh.31 de Quantz, las 6 Sonatas a Trío de Joan Baptista Pla, las 6 Sonatas a trío de Josep Pla, las 6 Sonatas a trío de Juan Oliver y Astorga, las 6 Sonatas a trío, G. 143-148 de Boccherini, etc.
A finales del XVIII surgen cambios estéticos, y las piezas instrumentales empiezan a estructurarse en la conocida forma sonata. Poco a poco el género de la sonata a trío se acaba y se convierte en lo que el período Clásico denominaría simplemente tríos. Sin embargo, la hegemonía del género de la música de cámara se desplazaría al cuarteto.
Cabe destacar que existe la posibilidad de que Haydn llegara a escribir algunas sonatas a trío (se tratan de adaptaciones de temas compuestos por él, pero no acaban de atribuirse al compositor austríaco, sospechando que podrían haber sido compuestas por otro autor contemporáneo): 6 Sonates à flute, violon et violoncello, Op. 11.

## Instrumentación
Una sonata a trío habitualmente está escrita para dos voces melódicas con un bajo continuo.
En cualquier caso hay que ser consciente de que el término "trío" hace referencia a la técnica contrapuntística (que partía de tres voces diferentes) y no al número de instrumentistas que podían participar en su ejecución.

### Voces melódicas
Los instrumentos melódicos pueden ser tanto de cuerda como de viento. Las combinaciones indicadas varían y se pueden encontrar escritas indistintamente para instrumentos iguales, de la misma familia pero de diferente tesitura o formaciones mixtas. De hecho, como en muchas otras obras de la época Barroca, pueden ser interpretadas por cualquier instrumento melódico al que se puedan adaptar las exigencias técnicas requeridas (tesitura, idiomática, etc.) o que la creatividad y habilidad del intérprete le permitan enfrentarse a la escritura. 
Sin embargo, las formaciones habituales son para: 
- 2 violines
- 1 violín y 1 viola da gamba o chelo
- 2 flautas
- 2 traversos
- 2 oboes
- 1 traverso y 1 oboe
- 1 flauta de pico y 1 violín
- 1 traverso y 1 violín
- 1 oboe y 1 violín

Los compositores tampoco eran muy estrictos a la hora de cerrar una instrumentación y en ocasiones indicaban que la obra podía ser interpretada por más de un instrumento (asegurándose de este modo que más gente podría tener acceso a la sonata y comprarla).
Además, muchas sonata a trío, principalmente las precursoras del género en el siglo XVII italiano, simplemente indicaban la tesitura de la parte (soprano o bajo) y en este sentido daban libertad total a la hora de que el intérprete eligiera con qué instrumentos interpretar la sonata (sujetos al gusto o la disponibilidad del ejecutante). 
En aquellos casos en los que el compositor creyera que una parte debía ser interpretada por un instrumento en concreto añadiría la indicación obligato. 

### Bajo Continuo
En la tradición del siglo XVIII, el bajo continuo era normalmente interpretado por un instrumento polifónico de teclado (que con la mano izquierda tocaba el bajo escrito y que con la derecha añadía acordes según un cifrado indicado o según su propia imaginación) con el refuerzo de un instrumento melódico de tesitura baja (como el violonchelo, la viola da gamba, el violone o el fagot). Pero como mencionamos más adelante, esta no es la única manera de enfrentarse a la instrumentación de un bajo continuo.

### Otras Instrumentaciones
También podemos encontrar ejemplos de sonatas a trío para un único instrumento de teclado (como el órgano, donde las dos voces superiores se interpretan con las manos y el bajo con los pedales) o versiones donde el teclado interpreta una de las voces melódicas y el bajo, acompañando a un único instrumento melódico. (Por ejemplo, respectivamente: Sonatas a trío para Órgano, BWV 525-530 de J.S. Bach y Sonata para Viola da Gamba en Sol Mayor, BWV 1027 de J.S. Bach).
Nos damos cuenta de la libertad tímbrica que podemos encontrar en una sonata a trío y de la variedad de agrupaciones que podía proporcionar la forma. 

### Número de participantes

#### ¿3=4?
Normalmente se piensa que para interpretar una sonata a trío se necesitan un mínimo de 4 intérpretes (2 para las voces superiores y 2 para completar la realización del bajo continuo, a partir de un instrumento polifónico y otro melódico), pero en realidad enfrentarnos a la interpretación de una pieza en esta forma puede prestarse a una instrumentación y a un número de participantes que diferirá según el trabajo, el período de composición, la región o simplemente el gusto y la imaginación de los propios intérpretes. 
Por ejemplo, es habitual la formación de 4 músicos para sonatas a trío del siglo XVIII, sobre las cuales encontramos evidencias en los tratados de que un instrumento melódico de tesitura grave y uno de teclado tocaban la misma línea (con una armonización realizada por un instrumento de teclado o de cuerda pulsada). Pero en casos anteriores, de mitad del siglo XVII, algunos autores no doblaban la línea del bajo ni la armonizaban (por ejemplo: Frescobaldi, Salamone Rossi o Giovanni Battista Buonamente, que si querían el bajo continuo realizado añadían la parte correspondiente).
Otras confusiones provienen del hecho de que compositores como Corelli y otros de la región de Bolonia-Módena durante la década de 1660, titulaban las partes dedicadas al bajo con la anotación violone o cembalo, haciendo plantearse a muchos musicólogos e intérpretes si se debía tocar con uno o con otro, simultáneamente, o no. El New Grove Dictionary  concluye que esta indicación se debe a una cuestión comercial, ya que la ambigüedad permitía que la obra pudiese ser vendida a un mayor número de intérpretes.
En estos casos vemos que la obra puede ser interpretada por 3 personas, y no 4. Ya sea con 2 instrumentos melódicos y uno polifónico sin el refuerzo de uno melódico de tesitura baja, o con 3 instrumentos melódicos (en casos vistos anteriormente, incluso con únicamente 2 instrumentistas, si el tecladista puede interpretar una de las voces melódicas con la mano derecha). 
En oposición a estos argumentos, C.P.E. Bach en su tratado, opina que ninguna pieza debería ser interpretada sin el acompañamiento de un instrumento de teclado. Sin embargo sus explicaciones dejan constancia de que había personas que sí que lo hacían y de que tocaban la parte de bajo únicamente con un violonchelo, una viola o, en ocasiones, incluso con un violín. El compositor advierte que esto solo debería permitirse en ocasiones en las que no dispongamos de un buen instrumentista de teclado.
Al fin y al cabo, como ya hemos explicado, la instrumentación estaba muy sujeta a los medios de los que disponían los intérpretes y se recurría a aquellos conjuntos que resultaban más prácticos a la hora de interpretar la pieza en condiciones, ya fuera con plantillas más pequeñas o más grandes, con unos instrumentos o con otros.

#### ¿Orquestación?
Hay casos en los que se puede doblar las diferentes partes e interpretar la obra con una pequeña orquesta de cámara (doblando las voces superiores y con una gran sección de bajo continuo, decidiendo qué instrumento toca cada voz o qué combinación se utiliza en cada fragmento). Por ejemplo, Les Nations de Couperin, que están escritas en forma de sonata a trío, se suelen interpretar tanto en formato de gran orquesta como con un pequeño grupo de cámara, en formaciones muy variadas. Les Concerts Royaux o Les Goûts Réunis del mismo compositor también se prestan a este tipo de consideraciones. El mismo autor en su edición de 1722 y de 1724 (respectivamente) nos indica que podemos interpretar estas obras únicamente en un clavecín u orquestarlas con un violín, una fluata, un oboe, una viola, un fagot (y un clavecín haciendo el continuo), a gusto del intérprete.
De hecho existen muchas obras "orquestales" que provienen claramente de una textura de sonata a trío ampliada, por ejemplo el Concierto de Brandenburgo no.6 de J.S. Bach (BWV 1051), que se hace evidente en el segundo movimiento (cuando las 2 violas se quedan solas con el continuo); o los 12 Concerti Grossi, Op.6 de Corelli que juegan principalmente con 3 texturas diferentes (los 2 violines solistas y el continuo con una orquesta que en algunas ocasiones va con el bajo y en otras con los solistas).
Pensar en estos términos (música de cámara vs música orquestal) es claramente propio de una mentalidad posterior al siglo XIX. Hasta finales del siglo XVIII no se establece una clara distinción entre lo que es música de cámara y música orquestal y no es hasta el 1750 (con la formación de la orquesta de Manheim) que se empieza a establecer lo que hoy en día conocemos como la institución orquestal. Aun así, cualitativamente, desde antes del siglo XVIII, podíamos encontrar piezas en las que algunas voces se doblaban obteniendo grupos de gran formación que recordarían a una orquesta moderna (e incluso recibían ese nombre: la Orquesta de la Corte Francesa que duró de 1626 al 1761, la Orquesta de la Basílica de S.Petronio en Bolonia y la Orquesta de S.Marco en Venecia, formada en 1690). Cabe recordar que las intenciones del compositor en esta época solían ser bastante flexibles y no existían estándares (ni siquiera para la fabricación de los instrumentos).
En cualquier caso, la instrumentación requerida para interpretar estas piezas no siempre es cerrada y es bueno documentarse si se quiere realizar una buena interpretación historicista (sin caer en el dogma de que un sonata a trío es igual a 4 instrumentistas), y bajo estos criterios dejarnos llevar por nuestra creatividad.

## Aspectos musicales

### Estructura y Composición
Las sonatas a trío, como la mayoría de sonatas de la época, seguían la típica organización en 4 movimientos (lento-rápido-lento-rápido), titulando cada movimiento según la danza en la que se inspiraban o con indicaciones de carácter o tempo. 
Las voces siguen la técnica del contrapunto y la composición parte de un lenguaje imitativo en segmentos cortos combinado con partes brillantes más largas. Las dos voces superiores tienen un carácter solista compartido mientras que el bajo afianza la armonía al tiempo que participa activamente en los pasajes de fuga sin dejar de mantener su papel de bajo.
Quantz menciona en su tratado que no se debería escribir nada que el otro instrumento no pudiera imitar, de tal forma que sea difícil adivinar cuál de las dos partes es la primera. 
Recomienda que el tema inicial de cada pieza (especialmente si se trata de un Adagio) no debería ser demasiado largo con tal de que no resulte tedioso en el momento de que la segunda voz realice la imitación (ya sea a la quinta, a la cuarta o al unísono). Además, se deberían repetir únicamente las ideas más agradables y en todo caso las imitaciones deberían ser cortas. 
Los pasajes a terceras o sextas, a pesar de ser una buena manera de ornamentar la composición, no deben de ser utilizados en exceso y deben interrumpirse con pasajes diferentes o con imitaciones.
Vemos así, que en tiempos de Quantz, en la segunda mitad del siglo XVIII, la sonata a trío ya tenía una estética bien definida y se había convertido en un lenguaje internacional conocido por toda Europa, ya que la gran mayoría de composiciones siguen estas indicaciones recogidas por el flautista alemán para situar aquello que era considerado de buen gusto en la época.

### Interpretación
En su tratado, Quantz, también da una serie de consejos a la hora de enfrentarse a la interpretación de las sonatas a trío:
A los continuistas melódicos (especialmente los violonchelistas y los violistas) les recomienda que sean conscientes de su sonido, ya que es el más penetrante de todos los bajos, que siempre que puedan toquen una octava por debajo de lo escrito y les advierte que tienen una gran responsabilidad a la hora de marcar la expresividad y los cambios de dinámica. Según el compositor, un buen violonchelista deberá mantener siempre el tempo, sin avanzarse ni retrasarse y tendrá una gran responsabilidad por mantener el carácter rítmico de la pieza. Deberán estar atentos a las pausas para entrar en el momento adecuado, siendo conscientes de antemano si deben tocar con más o menos volumen y con qué intención. Además, recomienda que tengan conocimientos de composición, así podrán marcar de forma más natural las armonías expresivas de la pieza, ayudando a las voces superiores y reforzando las pasiones que intenta transmitir la obra. 
A los instrumentos de teclado les advierte que estén atentos del volumen general del conjunto en el que tocan, teniendo en cuenta si tocan junto a un instrumento melódico en el bajo, qué instrumentos tocan las voces superiores, la proximidad con el público, el tamaño de la sala y el estilo de la sonata a trío. Dependiendo de todos estos factores el clavicenista deberá decidir si toca más fuerte o más suave, con armonías más plenas o más vacías. Conocer las reglas de la realización del bajo continuo no es suficiente para ejecutar un buen acompañamiento. Advierte que el continuista tendrá mucha influencia en el estado de los intérpretes que ejecutan las partes concertantes: ayudándoles a tocar sin esfuerzo y tranquilos o desanimándolos y quitándoles la confianza.
Para las voces superiores da sobre todo consejos de ornamentación (que trataremos en el siguiente apartado) y aconseja que en los cambios dinámicos una voz deberá adaptarse a la otra de manera que los aumentos y disminuciones de volumen sean coordinados y a la vez, especialmente en los que las dos voces siguen un movimiento paralelo (en terceras o sextas). El único momento en el que una voz deberá tocar por debajo de la otra en volumen, será en los pasajes en los que las notas de la voz únicamente sirven para llenar la armonía. En estos casos se deberá tocar de forma suave, de tal manera que los pasajes de acompañamiento no destaquen por encima de los que son melódicos. 

### Ornamentación
Quantz recomienda que en los tríos se realice una ornamentación austera (si es que se llega a ornamentar algo). Hay que dejar que la segunda voz se luzca también y que la primera no eclipse toda la obra con pasajes virtuosísticos. Los ornamentos realizados por una voz deben ser imitables por la otra y siempre deberán reservarse para aquellos momentos en los que haya imitaciones. En los pasajes que las voces siguen un movimiento paralelo de terceras o de sextas, no se debería ornamentar demasiado, a no ser que se haya acordado antes entre todos los instrumentistas. 
Cuando se realizan variaciones, la voz que imita deberá realizarlas de la misma manera que la primera. Si la última voz decide añadir algo a la variación de la primera, deberá reservarse al final de su propia intervención, de este modo demostrará que es capaz tanto de imitar simplemente, como de añadir nuevas variaciones. Es una tarea mucho más sencilla la del primero que realiza su variación, que no la del segundo que debe imitarla después.
Cabe recordar que estas indicaciones no son dogmáticas y conviene que sean contrastadas. Pueden variar según la región, la época o incluso el compositor. Quantz tenía un pensamiento más bien conservador y encontramos diferencias de opinión y gusto en diferentes fuentes contemporáneas a la publicación de su libro. Algunas indicaciones, como las referidas a los instrumentos del continuo son corroboradas por otros autores en sus escritos (C.P.E. Bach, Heinichen), pero otras, como las referentes a la ornamentación generan opiniones más variadas.
Barthold Kuijken, en su prólogo para el tratado del compositor alemán, comenta que estos escritos tuvieron vigencia sobre todo en Dresde, entre sus contemporáneos; y que usaban como modelo las obras de cámara de Telemann compuestas antes de 1740 y de los compositores de la corte berlinesa. Sin embargo, C.P.E. Bach difiere en algunos puntos con los escritos de Quantz y autores como W.A.Mozart o Haydn, contemporáneos del flautista, también seguían corrientes estéticas diferentes (y aun así, Anton Stadler, el clarinetista de Mozart, recomendaba el tratado de Quantz como lectura obligatoria).
Concluimos así que mucho de lo dicho por Quantz es aplicable a mucha música alemana de la primera mitad del XVIII, pero debemos seguir estas indicaciones como un criterio más a la hora de enfrentar esta música, siempre comparando con la literatura publicada por otros autores y sin abandonar nuestro juicio a la hora de tomar decisiones.

## Ejemplos de repertorio
- Tomaso Albinoni, 12 sonatas da chiesa op.1 y 6 sonatas da camera op.8
- Arcangelo Corelli, 24 sonatas da chiesa op.1 y op.3 y 24 sonatas da camera op.2 y op.4.
- François Couperin, Apothéose de Corelli, Apothéose de Lully.
- Henry Purcell, Doce sonatas en tres partes, 1683, diez sonatas en cuatro partes, 1697 (ambas para dos violines y bajo continuo)
- Johann Sebastian Bach, sonatas a trío BWV 1036–1040. Las BWV 1036-1038 no acaban de ser atribuidas al autor, pero todas son típicas del repertorio barroco de música de cámara.
- Carl Philipp Emanuel Bach, 44 sonatas a trío. Sonatas a trío BWV 1036 y 1038.
- Dieterich Buxtehude, Op. 1, Seis sonatas a trío y Op. 2, Siete sonatas a trío. Escritas para violín, viola da gamba y bajo continuo.
- Domenico Gallo, 12 sonatas a trío para dos violines y bajo continuo, atribuidas erróneamente durante mucho tiempo a Pergolesi, algunos movimientos de los cuales fueron arreglados para el ballet Pulcinella de Stravinsky.
- Johann Gottlieb Goldberg, 6 sonatas a trío. Sonata a trío BWV 1037.
- George Frideric Handel, sonatas a trío op.2 y op.5
- Johann Adolf Hasse, 6 sonatas a trío op. 2 (1730) y 6 sonatas a trío op. 3 (1739).
- Georg Philipp Telemann, unas 150 sonatas a trío.
- Johann Pachelbel, Musikalische Ergötzung ("Delicia musical"), contiene seis sonatas a trío para dos violines y bajo continuo. Partitura musical original en scordatura.
- Antonio Vivaldi, 12 sonatas a trío da camera op.1 y 2 sonatas a trío op.5.
- Jan Dismas Zelenka, seis sonatas a trío, ZWV 181. Orquestadas para dos oboes, fagot y bajo continuo.

## Literatura recomendada

### Sobre la sonata a trío
- Allsop, Peter (1992). The Italian "Trio" Sonata, From Its Origins Until Corelli. Oxford University Press. ISBN 0-19-816229-4 (en)
- Hogwood, Christopher (1979). The Trio Sonata.BBC Music Guides London: British Broadcasting Corporation. ISBN 0-563-17095-6 (en)
- Mangsen, Sandra (1990). "The Trio Sonata in Pre-Corellian Prints: When Does 3=4?", Performance Practice Review: Vol. 3: No. 2, Article 4. DOI:10.5642/perfpr.199003.02.4. Disponible en: http://scholarship.claremont.edu/ppr/vol3/iss2/4  (en)
- Schenk, Erich (2005). Die Triosonate. Das Musikwerk, eine Beispielsammlung zur Musikgeschichte, Neuausgabe 20. Laaber: Laaber Verlag. ISBN 3-89007-623-8 (de)

### Tratados
- Bach, Carl Philipp Emmanuel (1948/1753, 1762). Essay on the True Art of Playing Keyboard Instruments. W.W. Norton & Co ISBN 978-0393097160 (en, original:de)
- Mozart, Leopold (1985/1756). A treatise on the fundamental principles of violin playing, Oxford University Press ISBN 978-0-19-318513-5 (en, original:de)
- Quantz, Johann Joachim (2008/1752). Assaig d'un mètode per a aprendre a tocar la flauta travessera, DINSIC ISBN 978-84-96753-14-3 (cat, original:de)

### Sobre la música en los siglosXVIIyXVIII
- Apel, Willi. Italian Violin Music of the Seventeenth Century, edited by Thomas Binkley. Bloomington: Indiana University Press. ISBN 0-253-30683-3 (en)
- Sadie, Julie Anne (1998). Companion to Baroque Music, Oxford University Press ISBN 0-19-816704-0 (en)

### Otros
- Kamien, Roger. Music: an Appreciation, Edition Sixth Brief Boston: McGraw-Hill. ISBN 978-0073326375 (annotated instructor's edition); ISBN 9780073265452 (student edition) (en)